# Ryan X-13 Vertijet
Ryan X-13 Vertijet (Ryan Model 69) – amerykański eksperymentalny samolot odrzutowy pionowego startu i lądowania VTOL, zaprojektowany w latach 50. w wytwórni lotniczej Ryan Aeronautical Company. Nazwa Vertijet jest zlepkiem dwóch angielskich wyrazów Vertical (pionowy) i Jet (odrzutowiec). Celem projektu X-13 było zademonstrowanie zdolności samolotu odrzutowego do pionowego startu, zawisu, przejścia do lotu poziomego, oraz pionowego lądowania.

## Historia rozwoju
Po zakończeniu II wojny światowej inżynierowie firmy Ryan rozważali możliwość przebudowania samolotu Ryan FR Fireball w taki sposób, aby mógł on startować pionowo. W 1947 roku biuro lotnictwa marynarki zainteresowane takim rozwiązaniem, przyznało firmie Ryan kontrakt na opracowanie myśliwca odrzutowego zdolnego do pionowego startu. Kontrakt ten był częścią programu badawczego mającego określić, czy jest możliwe zbudowanie samolotu bojowego przeznaczonego do bazowania na pokładach okrętów podwodnych. W latach 1947–1950 prowadzono testy wytrzymałościowe zdalnie sterowanego samolotu VTOL, a w 1951 rozpoczęto testy w locie. Dwa lata później, w 1953 roku, na zlecenie USAF, wytwórnia Ryan opracowała załogowy samolot oznaczony jako X-13. W ramach projektu zbudowano dwa prototypy.
Ryan X-13 Vertijet był samolotem w konfiguracji bezogonowego górnopłatu, z kadłubem o długości 7,14 m, mieszczącym jednoosobowy kokpit z przechylanym fotelem pilota i turboodrzutowy silnik Rolls-Royce Avon o ciągu 45 kN. Rozpiętość skrzydeł wynosiła 6,4 metra. Na dziobie maszyny zainstalowano hak, a pod kadłubem – podpórkę w postaci metalowej nogi, zapewniającej odpowiedni dystans od platformy lądowania. Maszyna lądowała na specjalnej platformie, która była wyposażona w zaczep z liną służącą do zawieszania X-13. Po zakończeniu procedury lądowania platforma była obracana do pozycji horyzontalnej, co umożliwiało transportowanie samolotu. Sterowanie maszyną podczas zawisu odbywało się przy pomocy wektorowanego ciągu silnika głównego, a obroty wokół osi pionowej umożliwiały zainstalowane na końcach skrzydeł dysze.
Prototyp, wyposażony w tymczasowe podwozie, wykonał pionowy start z przejściem do lotu poziomego 10 grudnia 1955 roku. Pierwsze lądowanie odbyło się w sposób klasyczny, ale późniejsze testy kończyły się po przejściu do zakładanej pozycji pionowej i lądowaniu na platformie. Po wstępnych testach zdemontowano podwozie kołowe zastępując je metalową kratownicą umożliwiającą lądowanie w pozycji pionowej. Po zakończeniu testów rozpoczęto opracowywanie procedury lądowania, polegającej na zawieszaniu maszyny na linie przy pomocy haka dziobowego. Drugi prototyp, oblatany 11 kwietnia 1957 roku, wystartował z platformy startowej, wykonał lot z przejściem do pozycji horyzontalnej, a później znów do pionowej lądując przy pomocy haka na rozpiętej na końcu platformy startowej linie.
Program rozwojowy samolotu Ryan X-13 Vertijet został zakończony na wniosek sił powietrznych, ze względu na brak możliwości przebudowy na maszynę bojową.
Oba egzemplarze znajdują się obecnie w muzeach na terenie Stanów Zjednoczonych. Pierwsza maszyna prototypowa o numerze seryjnym #54-1619 znajduje się w Muzeum Lotnictwa i Kosmosu (San Diego Air and Space Museum) w San Diego, natomiast drugi egzemplarz o numerze #54-1620 jest prezentowany na wystawie w Narodowym Muzeum Sił Powietrznych Stanów Zjednoczonych (National Museum of the United States Air Force) w Dayton w stanie Ohio.